# SCS Software
SCS Software s.r.o. — частная компания, специализирующаяся на разработке компьютерных игр. Была образована в 1997 году.
Специализируется на играх в жанре автомобильного симулятора. Наиболее известные проекты включают Euro Truck Simulator 2, American Truck Simulator, Bus Driver, серии 18 Wheels of Steel и Hunting Unlimited.

## История компании

### Ранний период
Компания была основана в 1997 году. Первоначально занималась лицензированием и поддержкой собственного графического движка TERRENG. На его базе был сделан ряд игр, включая игры серии Deer Hunter.
Первой игрой фирмы стала Hunting Unlimited 2001 года (совместная разработка с Sunstorm Interactive, с этой компанией SCS Software уже сотрудничали ранее, лицензируя им движки). Hunting Unlimited открыла одноимённую серию игр в жанре симулятора охоты.
Кроме того, она стала первой игрой, построенной на новом движке SCS, Prism3D. С тех пор Prism3D постоянно используется разработчиками, подвергаясь доработкам и обновлениям.
В 2002 году была выпущена игра Duke Nukem: Manhattan Project, разработкой которой занималась компания Sunstorm, используя лицензированный Prism3D.
Тогда же вышла Hard Truck: 18 Wheels of Steel самой SCS. Hard Truck стала первой игрой авторов, посвященной грузовым перевозкам и симуляции грузовика, в жанре, который описывается как «симулятор дальнобойщика». Также эта игра открыла серию 18 Wheels of Steel.
В 2003 году вышла вторая часть Hunting Unlimited.
На протяжении последующих лет компания занималась развитием серий Hunting Unlimited и 18 Wheels of Steel. Кроме того было выпущено несколько отдельных игр. В частности, OceanDive, посвященная исследованию подводного мира и Bus Driver — симулятор водителя пассажирского автобуса. Был разработан  трёхмерный скринсейвер на тематику грузовиков TruckSaver.
В 2008 году была выпущена новая игра компании в жанре симулятора дальнобойщика — Euro Truck Simulator.
Последней игрой в серии Hunting Unlimited, разработанной SCS Software, стала Hunting Unlimited 2010 2009 года — следующую по счету игру разрабатывала другая компания. Последней игрой серии 18 Wheels of Steel стала 18 Wheels of Steel: Extreme Trucker 2 2011 года.

### Современный период
Параллельно с разработкой новой, наиболее масштабной на тот момент игры компании, Euro Truck Simulator 2, создававшейся на усовершенствованной версии игрового движка, SCS Software выпустила несколько других игр. В 2011 году вышла Trucks & Trailers, сосредоточенная на умении парковки грузовиков и предлагающая связанные с парковкой задания.
В 2012 году вышла Scania Truck Driving Simulator: The Game, посвящённая соревнованиям дальнобойщиков на машинах марки Scania. В игре представлены исключительно автомобили вышеуказанной компании (что было необходимым шагом для дальнейшего лицензирования марки с целью использования её в Euro Truck Simulator 2).
Выход Euro Truck Simulator 2 состоялся в 2012 году. Благодаря изданию в Steam игра стала наиболее популярным продуктом компании и получила очень положительные оценки критиков, что повлекло за собой желание SCS Software сфокусироваться на развитии этого проекта вместо того чтобы выпускать новые игры с завидной регулярностью, как компания делала ранее согласно своей привычной схеме разработки:
«Мы думаем о создании первого дополнения для игры — расширение игрового мира примерно десятком городов. Для понимания: наши более старые игры, такие как ETS1, GTS или UKTS, включали в себя менее 20 городов, поэтому, с точки зрения усилий, это довольно сложная задача и значительные вложения. Подойдет ли вам, если мы установим цену на такое расширение игры и попросим вас выделить деньги для его покупки? Мы на перепутье сейчас. Мы хотели бы улучшать Euro Truck Simulator 2 в течение длительного времени, но нам также нужно начать новый проект(ы), чтобы продолжать развиваться. Эти приоритеты конкурируют за наше внимание, за доступные ресурсы в команде» — написали разработчики в своём блоге.
В 2013 году было выпущено первое крупное дополнение Going East!, которое добавило в игру страны Восточной Европы, а также ряд небольших дополнений.
Впоследствии было выпущено ещё множество дополнений, а все игры компании нового поколения были объединены в рамках серии Truck Simulator.
В конце 2015 года представлен SCS Blender Tools, — пакет инструментов, основанный на Blender; он предлагается желающим создавать модификации для продуктов компании на собственном движке Prism3D.
В феврале 2016 года разработчики выпустили American Truck Simulator, новый симулятор, локация которого представляет собой Соединённые Штаты Америки. В разработке находится Euro Coach Simulator — симулятор автобуса.
SCS Software продолжает развитие Euro Truck Simulator 2 и American Truck Simulator посредством выпуска обновлений и дополнений к ним, как бесплатных  (так, например, в ETS2 проводятся работы по расширению игровой локации путем доработки (англ. reworked) виртуальных городов; эти обновления выходят как бесплатные апдейты к оригинальной игре в Steam), так и платных, добавляющих новые страны (к примеру, Vive La France!, добавляющее территорию Франции в ETS2, или Texas для ATS, посвященное одноименному штату). Некоторые платные дополнения представляют собой новые скины (раскраски) для грузовиков и тому подобное.

## Список продуктов, разработанных SCS Software

### Компьютерные игры

#### Отдельные
- 2006 — Deer Drive[К 1]
- 2005 — Ocean Dive: Ocean Diving Adventure[К 2][8][9][10]
- 2007 — Bus Driver
  - 2008 — Bus Driver: Temsa Edition[К 3][17]
  - 2010 — Bus Driver: Gold Edition[К 4]
  - 2014 — Bus Driver: Pocket Edition[К 5]
- 2011 — Trucks & Trailers[18]
- 2012 — Scania Truck Driving Simulator: The Game
- В разработке — Euro Coach Simulator

#### Игры серииTruck Simulator
- 2008 — Euro Truck Simulator[11]
  - 2009 — Euro Truck Simulator: Gold Edition
- 2010 — German Truck Simulator[19]
- 2010 — Austrian Truck Simulator[К 6][20]
- 2010 — UK Truck Simulator[21]
- 2012 — Euro Truck Simulator 2[12][13]
  - Дополнения  (только основные):
    - 2013 — Going East!
    - 2015 — Scandinavia
    - 2016 — Vive La France!
    - 2017 — Italia
    - 2018 — Beyond the Baltic Sea
    - 2019 — Road to the Black Sea
    - 2021 — Iberia
    - 2023 — West Balkans[16]
    - 2024 — Greece
    - Заморожено[К 7] — Heart of Russia[22][23]
    - В разработке — Nordic Horizons[24]
- 2016 — American Truck Simulator[25][26][27]
  - Дополнения (только основные):
    - 2016 — Arizona
    - 2017 — New Mexico
    - 2018 — Oregon
    - 2019 — Washington
    - 2019 — Utah
    - 2020 — Idaho
    - 2020 — Colorado
    - 2021 — Wyoming
    - 2022 — Montana
    - 2022 — Texas
    - 2023 — Oklahoma
    - 2023 — Kansas
    - 2024 — Nebraska
    - 2024 — Arkansas
    - 2025 — Missouri
    - В разработке — Iowa
    - В разработке — Louisiana

#### Игры серии18 Wheels of Steel
- 2002 — Hard Truck: 18 Wheels of Steel[К 8][28]
- 2003 — 18 Wheels of Steel: Across America[29]
- 2004 — 18 Wheels of Steel: Pedal to the Metal[30]
- 2005 — 18 Wheels of Steel: Convoy[31]
- 2006 — 18 Wheels of Steel: Haulin'[32]
- 2007 — 18 Wheels of Steel: American Long Haul[33]
- 2009 — 18 Wheels of Steel: Extreme Trucker[34][35]
- 2011 — 18 Wheels of Steel: Extreme Trucker 2[36]

#### Игры серииHunting Unlimited
- 2001 — Hunting Unlimited[К 8][3][4]
- 2001 — Hunting Unlimited 2[6][7]
- 2004 — Hunting Unlimited 3[К 9][37][38]
- 2006 — Hunting Unlimited 4[39][40]
- 2007 — Hunting Unlimited 2008[41][42]
- 2008 — Hunting Unlimited 2009[43]
- 2009 — Hunting Unlimited 2010[44]

#### Прочее
- 2005 — TruckSaver (скринсейвер)
- 2014 — сервис World of Trucks[45]

### Игровые движки
Компанией было сделано несколько игровых движков, которые как использовались (используются) в собственных проектах, так и лицензировались сторонним компаниям.

#### TERRENG
TERRENG — графический движок, разработанный компанией SCS Software для внутреннего пользования. Использовался в играх студии жанра симулятора охоты, выходивших с 1998 по 2000 год. Имел несколько версий, последняя — 4.0. Применялся в нескольких охотничьих играх: нескольких играх серии Deer Hunter, Sportsman’s Paradise 2, Grand Slam Turkey Hunter.
Разработка TERRENG начинлась сразу после создания компании. Изначально, он задумывался как программное обеспечение для визуализации ландшафтов, однако по итогу стал графическим движком.
В январе 1998 года вышла первая игра на движке — Grand Slam Turkey Hunter. Эта игра представляла собой симулятор охоты, где охотиться нужно было на индеек.
В сентябре 1999 года была анонсирована последняя версия движка — 4.0, которая использовалась в играх студии, начиная Deep Hunter III, заканчивая Bird Hunter: Wild Wings Edition. В этой версии появилась возможность рендера воды, а также базовый функционал для создания сетевой игры.
В декабре 2000 года вышла последняя игра на движке — Buckmasters Top Bow Championship. По неизвестным причинам, она была создана на более ранней его версии — 3.0.
После TERRENG компания начала развитие своего нового движка — Prism3D, который по итогу стал полноценным игровым движком.

#### Prism3D
Prism3D — игровой движок компании, впервые применённый в симуляторе подводной охоты Shark! Hunting the Great White 2001 года; был задействован во всех (кроме последней) играх серии Hunting Unlimited, во всех играх серий 18 Wheels of Steel и Euro Truck Simulator. Постоянно дорабатывается, предлагается сторонним разработчикам.

## Признание
Игры компании нередко входили в списки лучших игр, составляемых различными профильными изданиями.
Euro Truck Simulator 2, созданная SCS Software, называется игрой с, вероятно, самым большим открытым миром в истории. Кроме того, игра стала своего рода новым жанровым стандартом качества, и с ней нередко сравниваются другие игры.